# Danero Thomas
Danero Axel Thomas (New Orleans, 8 aprile 1986) è un cestista statunitense naturalizzato islandese.

## Palmarès
- Supercoppa d'Islanda: 1

UMF Tindastóll: 2018
- D1 islandese: 1

Akureyri: 2016